# Nic Romm

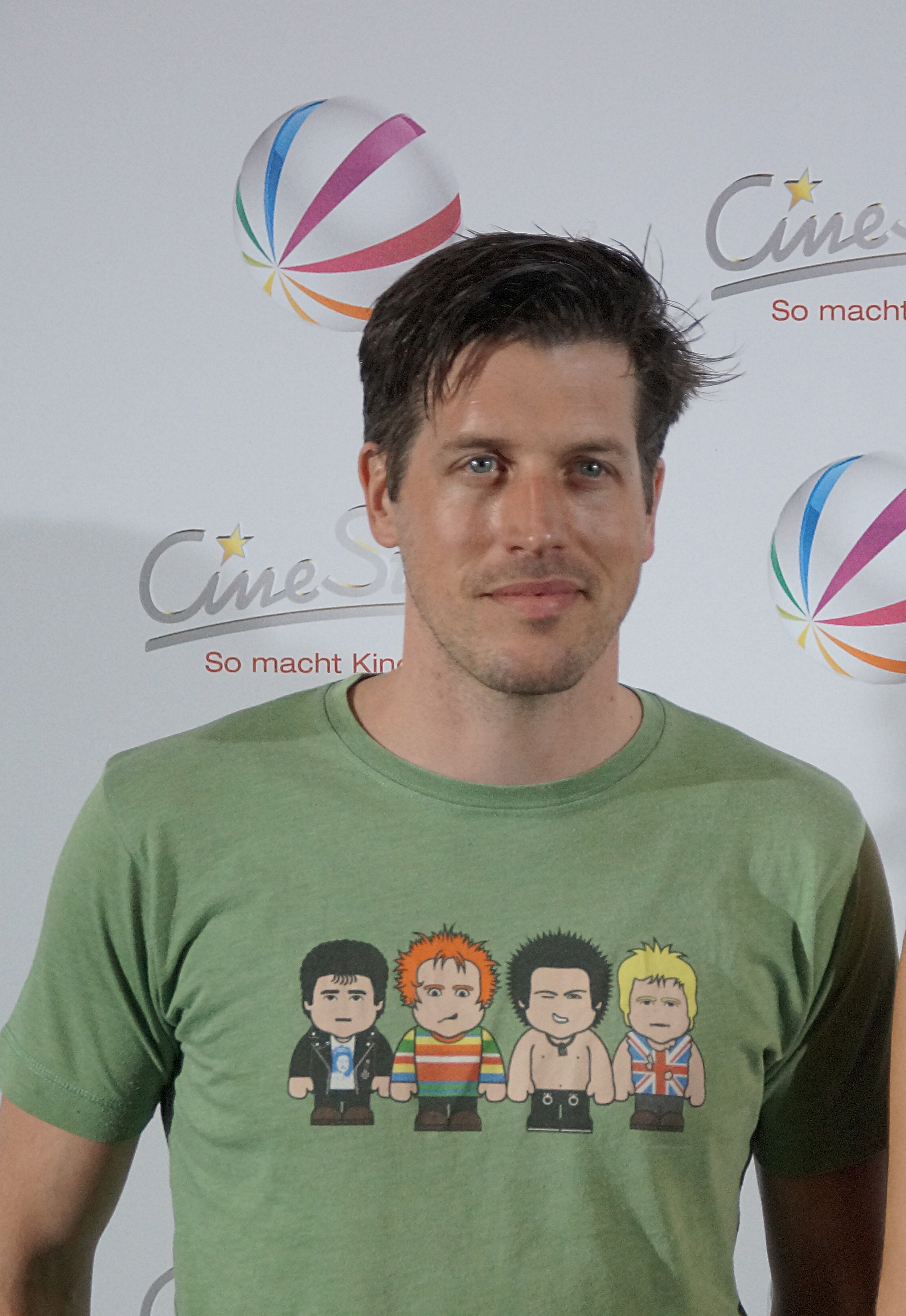
Nico Romm (2016)

Nicolas Hardy Romm (* 1974 in Montreal, Kanada) ist ein deutscher Schauspieler, Synchronsprecher und Hörspielsprecher, der vor allem unter dem Namen Nic Romm bekannt ist.

## Leben
Nic Romm ging auf das Gymnasium Zitadelle in Jülich, ehe er dann von 1997 bis 2001 die Hochschule für Musik und Theater Hannover besuchte. Seitdem hat er in zahlreichen Kino- und Fernsehproduktionen, darunter Crazy und Northern Star, sowie Theaterstücken mitgewirkt.
Am 20. Mai 2008 gewann er in Michael Herbigs Castingshow Bully sucht die starken Männer die Rolle des Tjure in der Real-Verfilmung von Wickie und die Starken Männer. Im Sommer 2008 begannen die Dreharbeiten. Der Film hatte seinen Deutschlandstart am 9. September 2009.
In Peter Jacksons Verfilmung Der Hobbit – Eine unerwartete Reise spricht er die deutsche Stimme von Adam Brown in der Rolle des Ori. Er synchronisiert ebenfalls König Gristle Jr. im Animationsfilm Trolls und Amir Lajani in der Netflix-Serie The Crew.
Romm ist verheiratet und hat eine Tochter und einen Sohn.

## Filmografie (Auswahl)
- 1997: Die Nacht der Nächte – School’s out (Fernsehfilm)
- 1999: Ein Fall für Zwei – Blutige Noten (Fernsehserie)
- 2000: Crazy
- 2001: Feindliche Übernahme – Altan.com
- 2001: Kolle – Ein Leben für Liebe und Sex (Fernsehfilm)
- 2002: Der Wannsee-Mörder (Fernsehfilm)
- 2002: Sternenfänger – Weiterleben (Fernsehserie)
- 2003: Die Ritterinnen
- 2003: Suche impotenten Mann fürs Leben
- 2003: Northern Star
- 2003: Check It Out
- 2003: Wilsberg – Letzter Ausweg  Mord (Fernsehserie)
- 2005: Die Pathologin – Im Namen der Toten (Fernsehfilm)
- 2005: Stefanie – Eine Frau startet durch – Drohgebärden (Fernsehserie)
- 2005: Lindenstraße (Fernsehserie, fünf Folgen)
- 2005: Das Leben der Philosophen (Fernsehfilm)
- 2006: Wortbrot
- 2006: Eine Krone für Isabell (Fernsehfilm)
- 2006: Schmitz komm raus (Fernsehserie)
- 2007: Doktor Martin – Ein Mann sieht rot (Fernsehserie)
- 2008: Alarm für Cobra 11 – Unter Feinden (Fernsehserie)
- 2009: Wickie und die Starken Männer
- 2009: Die ProSieben Märchenstunde
- 2010: Nullpunkt (Kurzfilm)
- 2010: Wir sind die Nacht
- 2010: Ich, Ringo und das Tor zur Welt (Fernsehfilm; mit Tom Schilling und Matthias Brandt)
- 2011: Wickie auf großer Fahrt
- 2011: Die Sterntaler
- 2012: Tim Sander goes to Hollywood
- 2013: Buddy
- 2015: Verbotene Liebe (Fernsehserie)
- 2015: Mila (Fernsehserie)
- 2015: Ninjago (Stimme; Fernsehserie)
- 2015: Die Kanzlei – Stolz und Vorurteil (Fernsehserie)
- 2015: Heldt – Summ mir das Lied vom Tod (Fernsehserie)
- 2015: 600 PS für zwei (Fernsehfilm)
- 2016: SOKO Stuttgart – Rad der Zeit (Fernsehserie)
- 2016: Volltreffer (Fernsehfilm)
- 2017: Einstein – Ballistik (Fernsehserie)
- 2017: Wilsberg – Alle Jahre wieder
- 2018: SOKO München – So wie du bist (Fernsehserie)
- 2019: Größer als im Fernsehen (Fernsehfilm)
- 2020: Die Drei von der Müllabfuhr – Kassensturz (Fernsehreihe)
- 2022: Der Staatsanwalt – Alles vom Leben (Fernsehserie)
- 2023: Jenseits der Spree – In den Flammen (Fernsehserie)

## Theater
- 1999: Amazon/en/as.com (Théatre de Nice)
- 2000: Eine wundersame Nacht (Theater an der Glocksee, Hannover)
- 2001: Delirium zu Zweit-auf unbegrenzte Zeit (Hochschule für Musik und Theater Hannover)
- 2003: Therapie zwecklos (Freie Produktion Café Lichtenberg Köln)

## Hörspiele
- 2018/2019: Edgar Linscheid und Stuart Kummer: Caiman Club – Regie: Stuart Kummer (WDR)
- 2023: TKKG – Auch Gauner feiern Weihnachten – Adventskalender (als Erzähler)
- 2024: Die drei ??? – Melodie der Rache – Folge 227 (als Liam)
- seit 2024: TKKG (als Erzähler, ab Folge 230)
- 2024: Fünf Freunde und der verschwundene Bräutigam – Folge 160 (als Clive)

## Videospiele
- 2017: The Legend of Zelda: Breath of the Wild für Takuya Masumoto als Teba
- 2020: Hyrule Warriors: Zeit der Verheerung für Takuya Masumoto als Teba

## Trivia
- Mit Schauspieler und Regisseur Daniel Steiner drehte er ein Musikvideo für den Musiker und Sänger Namosh.[2]